# 90. ceremonia wręczenia Oscarów
90. ceremonia wręczenia Oscarów (nagród Amerykańskiej Akademii Sztuki i Wiedzy Filmowej) za rok 2017 odbyła się 4 marca 2018 roku w Dolby Theatre w Hollywood. Uroczystość miała miejsce w marcu, aby nie kolidować z XXIII Zimowymi Igrzyskami Olimpijskimi.
Nominacje do nagród zostały ogłoszone w środę 23 stycznia 2018 roku, o godzinie 5:22 czasu lokalnego, przez Tiffany Haddish i Andy’ego Serkisa.
Ceremonię wręczenia nagród po raz drugi z rzędu poprowadził amerykański komik Jimmy Kimmel. Poprzednio, w latach 1996–1997, galę prowadził Billy Crystal.

## Nagrody i nominacje
| Najlepszy film | Najlepszy reżyser |
| --- | --- |
| - Kształt wody – Guillermo del Toro i J. Miles Dale - Tamte dni, tamte noce – Peter Spears, Luca Guadagnino, Emilie Georges i Marco Morabito - Czas mroku – Tim Bevan, Eric Fellner, Lisa Bruce, Anthony McCarten i Douglas Urbanski - Dunkierka – Emma Thomas i Christopher Nolan - Uciekaj! – Sean McKittrick, Jason Blum, Edward H. Hamm Jr. i Jordan Peele - Lady Bird – Scott Rudin, Eli Bush i Evelyn O’Neill - Nić widmo – JoAnne Sellar, Paul Thomas Anderson, Megan Ellison i Daniel Lupi - Czwarta władza – Amy Pascal, Steven Spielberg i Kristie Macosko Krieger - Trzy billboardy za Ebbing, Missouri – Graham Broadbent, Pete Czernin i Martin McDonagh | - Guillermo del Toro – Kształt wody - Paul Thomas Anderson – Nić widmo - Greta Gerwig – Lady Bird - Christopher Nolan – Dunkierka - Jordan Peele – Uciekaj! |
| Najlepszy aktor pierwszoplanowy | Najlepsza aktorka pierwszoplanowa |
| - Gary Oldman – Czas mroku jako Winston Churchill - Timothée Chalamet – Tamte dni, tamte noce jako Elio Perlman - Daniel Day-Lewis – Nić widmo jako Reynolds Woodcock - Daniel Kaluuya – Uciekaj! jako Chris Washington - Denzel Washington – Roman J. Israel, Esq. jako Roman J. Israel | - Frances McDormand – Trzy billboardy za Ebbing, Missouri jako Mildred Hayes - Sally Hawkins – Kształt wody jako Elisa Esposito - Margot Robbie – Jestem najlepsza. Ja, Tonya jako Tonya Harding - Saoirse Ronan – Lady Bird jako Christine „Lady Bird” McPherson - Meryl Streep – Czwarta władza jako Katharine Graham |
| Najlepszy aktor drugoplanowy | Najlepsza aktorka drugoplanowa |
| - Sam Rockwell – Trzy billboardy za Ebbing, Missouri jako Jason Dixon - Willem Dafoe – Projekt Floryda jako Bobby Hicks - Woody Harrelson – Trzy billboardy za Ebbing, Missouri jako Bill Willoughby - Richard Jenkins – Kształt wody jako Giles - Christopher Plummer – Wszystkie pieniądze świata jako Jean Paul Getty | - Allison Janney – Jestem najlepsza. Ja, Tonya jako LaVona Golden - Mary J. Blige – Mudbound jako Florence Jackson - Lesley Manville – Nić widmo jako Cyril Woodcock - Laurie Metcalf – Lady Bird jako Marion McPherson - Octavia Spencer – Kształt wody jako Zelda Fuller |
| Najlepszy scenariusz oryginalny | Najlepszy scenariusz adaptowany |
| - Uciekaj! – Jordan Peele - I tak cię kocham – Emily V. Gordon i Kumail Nanjiani - Lady Bird – Greta Gerwig - Kształt wody – Guillermo del Toro i Vanessa Taylor - Trzy billboardy za Ebbing, Missouri – Martin McDonagh | - Tamte dni, tamte noce – James Ivory; oparty na powieści André Acimana - The Disaster Artist – Scott Neustadter i Michael H. Weber; oparty na książce Grega Sestero i Toma Bissella - Logan: Wolverine – Scenariusz: Scott Frank, James Mangold i Michael Green; Fabuła: James Mangold w oparciu o postaci z komiksów X-Men i ich adaptacji filmowych - Gra o wszystko – Aaron Sorkin; oparty na wspomnieniach Molly Bloom - Mudbound – Virgil Williams i Dee Rees; oparty na powieści Mudbound, napisanej przez Hillary Jordan |
| Najlepszy długometrażowy film animowany | Najlepszy film nieanglojęzyczny |
| - Coco – Lee Unkrich i Darla K. Anderson - Dzieciak rządzi – Tom McGrath i Ramsey Ann Naito - Żywiciel – Nora Twomey i Anthony Leo - Fernando – Carlos Saldanha - Twój Vincent – Dorota Kobiela, Hugh Welchman i Ivan Mactaggart | - Fantastyczna kobieta (Chile); reżyseria: Sebastián Lelio - Zniewaga (Liban); reżyseria: Ziad Doueiri - Niemiłość (Rosja); reżyseria: Andriej Zwiagincew - Dusza i ciało (Węgry); reżyseria: Ildikó Enyedi - The Square (Szwecja); reżyseria: Ruben Östlund |
| Najlepszy pełnometrażowy film dokumentalny | Najlepszy krótkometrażowy film dokumentalny |
| - Ikar – Bryan Fogel i Dan Cogan - Abacus – Steve James, Mark Mitten i Julie Goldman - Twarze, plaże – Agnès Varda, JR i Rosalie Varda - Ostatni w Aleppo – Feras Fayyad, Kareem Abeed i Søren Steen Jespersen - Strong Island – Yance Ford i Joslyn Barnes | - Heaven is a Traffic Jam on the 405 – Frank Stiefel - Edith+Eddie – Laura Chekoway i Thomas Lee Wright - Heroin(e) – Elaine McMillion Sheldon i Kerrin Sheldon - Knife Skills – Thomas Lennon - Traffic Stop – Kate Davis i David Heilbroner |
| Najlepszy krótkometrażowy film aktorski | Najlepszy krótkometrażowy film animowany |
| - The Silent Child – Chris Overton i Rachel Shenton - DeKalb Elementary – Reed Van Dyk - The Eleven O’Clock – Derin Seale i Josh Lawson - My Nephew Emmett – Kevin Wilson Jr. - Watu Wote/All of Us – Katja Benrath i Tobias Rosen | - Droga koszykówko – Glen Keane i Kobe Bryant - Garden Party – Victor Caire i Gabriel Grapperon - Lou – Dave Mullins i Dana Murray - Negative Space – Max Porter i Ru Kuwahata - Revolting Rhymes – Jakob Schuh i Jan Lachauer |
| Najlepsza muzyka | Najlepsza piosenka |
| - Kształt wody – Alexandre Desplat - Dunkierka – Hans Zimmer - Nić widmo – Jonny Greenwood - Gwiezdne wojny: Ostatni Jedi – John Williams - Trzy billboardy za Ebbing, Missouri – Carter Burwell | - „Remember Me” z filmu Coco – muzyka i tekst: Kristen Anderson-Lopez i Robert Lopez - „Mystery of Love” z filmu Tamte dni, tamte noce – muzyka i tekst: Sufjan Stevens - „This Is Me” z filmu Król rozrywki – muzyka i tekst: Benj Pasek & Justin Paul - „Stand Up For Something” z filmu Marshall – muzyka: Diane Warren; tekst: Common i Warren - „Mighty River” z filmu Mudbound – muzyka i tekst: Mary J. Blige, Raphael Saadiq i Taura Stinson                                                                             |
| Najlepszy montaż dźwięku | Najlepszy dźwięk |
| - Dunkierka – Richard King i Alex Gibson - Baby Driver – Julian Slater - Blade Runner 2049 – Mark Mangini i Theo Green - Kształt wody – Nathan Robitaille i Nelson Ferreira - Gwiezdne wojny: Ostatni Jedi – Matthew Wood i Ren Klyce | - Dunkierka – Mark Weingarten, Gregg Landaker i Gary A. Rizzo - Baby Driver – Julian Slater, Tim Cavagin i Mary H. Ellis - Blade Runner 2049 – Ron Bartlett, Doug Hemphill i Mac Ruth - Kształt wody – Christian Cooke, Brad Zoern i Glen Gauthier - Gwiezdne wojny: Ostatni Jedi – David Parker, Michael Semanick, Ren Klyce i Stuart Wilson |
| Najlepsza scenografia i dekoracja wnętrz | Najlepsze zdjęcia |
| - Kształt wody''' – scenografia : Paul Denham Austerberry; dekoracja wnętrz: Shane Vieau i Jeff Melvin - Blade Runner 2049 – scenografia: Dennis Gassner; dekoracja wnętrz: Alessandra Querzola - Czas mroku – scenografia: Sarah Greenwood; dekoracja wnętrz: Katie Spencer - Dunkierka – scenografia: Nathan Crowley; dekoracja wnętrz: Gary Fettis - Piękna i Bestia – scenografia: Sarah Greenwood; dekoracja wnętrz: Katie Spencer | - Blade Runner 2049 – Roger Deakins - Czas mroku – Bruno Delbonnel - Dunkierka – Hoyte van Hoytema - Mudbound – Rachel Morrison - Kształt wody – Dan Laustsen |
| Najlepsza charakteryzacja | Najlepsze kostiumy |
| - Czas mroku – Kazuhiro Tsuji, David Malinowski i Lucy Sibbick - Powiernik królowej – Daniel Phillips i Lou Sheppard - Cudowny chłopak – Arjen Tuiten | - Nić widmo – Mark Bridges - Piękna i Bestia – Jacqueline Durran - Czas mroku – Jacqueline Durran - Kształt wody – Luis Sequeira - Powiernik królowej – Consolata Boyle |
| Najlepszy montaż | Najlepsze efekty specjalne |
| - Dunkierka – Lee Smith - Baby Driver – Paul Machliss i Jonathan Amos - Jestem najlepsza. Ja, Tonya – Tatiana S. Riegel - Kształt wody – Sidney Wolinsky - Trzy billboardy za Ebbing, Missouri – Jon Gregory | - Blade Runner 2049 – John Nelson, Gerd Nefzer, Paul Lambert i Richard R. Hoover - Strażnicy Galaktyki vol. 2 – Christopher Townsend, Guy Williams, Jonathan Fawkner i Dan Sudick - Kong: Wyspa Czaszki – Stephen Rosenbaum, Jeff White, Scott Benza i Mike Meinardus - Gwiezdne wojny: Ostatni Jedi – Ben Morris, Mike Mulholland, Neal Scanlan i Chris Corbould - Wojna o planetę małp – Joe Letteri, Daniel Barrett, Dan Lemmon i Joel Whist                                                                                  |

### Podsumowanie liczby nominacji
(Minimum dwóch nominacji)
13: Kształt wody
8  : Dunkierka
7  : Trzy billboardy za Ebbing, Missouri
6  : Czas mroku, Nić widmo
5  : Blade Runner 2049, Lady Bird
4  : Tamte dni, tamte noce, Uciekaj!, Mudbound, Gwiezdne wojny: Ostatni Jedi
3  : Baby Driver, Jestem najlepsza. Ja, Tonya
2  : Coco, Czwarta władza, Powiernik królowej, Piękna i Bestia

### Podsumowanie liczby nagród
4  : Kształt wody
3  : Dunkierka
2  : Blade Runner 2049, Coco, Czas mroku i Trzy billboardy za Ebbing, Missouri

## Oscary Honorowe (Governors Awards)
We wrześniu 2017 roku Amerykańska Akademia Sztuki i Wiedzy Filmowej podała nazwiska honorowych laureatów Oscarów 2017. Nagrody zostały wręczone 11 listopada 2017 roku w Ray Dolby Ballroom, w Hollywood.

### Laureaci Nagród Honorowych Akademii
- Charles Burnett – amerykański reżyser i producent[5][6]
- Owen Roizman – amerykański operator[5][6]
- Donald Sutherland – amerykański aktor[5][6]
- Agnès Varda – francuska fotografka i reżyserka filmowa[5][6]